# Звёздные войны: Опорная команда
«Звёздные во́йны: Опо́рная кома́нда» (также «Звёздные во́йны: Костяк команды» или «Звёздные во́йны: Минимальный экипаж») (англ. Star Wars: Skeleton Crew) — американский телесериал, созданный Джоном Уоттсом и Кристофером Фордом для стримингового сервиса Disney+. Он является частью медиафраншизы «Звёздные войны» и происходит в том же временном промежутке, что и сериал «Мандалорец» и его спин-оффы, после событий фильма «Звёздные войны. Эпизод VI: Возвращение джедая» (1983). «Опорная команда» расскажет историю взросления.
В начале 2022 года Уоттс обратился к руководству компании Lucasfilm по поводу создания истории взросления в духе Amblin Entertainment в сеттинге «Звёздных войн» и вместе с Фордом начал работу над сериалом. Проект был официально объявлен в мае 2022 года на Star Wars Celebration, когда было подтверждено участие Джуда Лоу. Съёмки начались в сентябре 2022 года в Лос-Анджелесе и завершились в конце января 2023 года.
Премьера первых двух эпизодов сериала состоялась на Disney+ 2 декабря 2024 года. Первый сезон состоял из восьми серий и завершился 14 января 2025.

## Сюжет
Сериал рассказывает о четырёх детях, которые заблудились в Галактике и пытаются вернуться домой после открытия, которое они сделали на своей родной планете.

## Актёрский состав

### Основной состав
- Джуд Лоу — Джод На Нейвуд, обладатель Силы[2][3]. Лоу описывает Нейвуда как быстро мыслящего человека, использующего свой шарм, чтобы найти выход из любых ситуаций. Также фигурирует под псевдонимами Сильво и Багровый Джек.
- Рави Кэбот-Кониерс — Вим[3]
- Райан Кира Армстронг — Ферн[3]
- Кириана Крэттер — КейБи[3]
- Роберт Тимоти Смит — Нил[3]
- Ник Фрост — SM33 (голос). Дряхлый дроид, первый помощник на звездолёте Onyx Cinder[4]

### Второстепенный состав
- Тунде Адебимпе — Вендл, отец Вима[5]
- Керри Кондон — Фара, мать Ферн[5]

### Гостевые роли
- Алан Резник — Туут Ориал
- Энтони Атаманюк — повар на Port Borgo (голос)
- Джон Гемберлинг — толстый пират-покупатель на Port Borgo (голос)

## Список серий
| № | Название                                                                                  | Режиссёр                     | Автор сценария              | Дата премьеры   |
| --- | ----------------------------------------------------------------------------------------- | ---------------------------- | --------------------------- | --------------- |
| 1 | «Это может быть настоящим приключением» «This Could Be a Real Adventure»                  | Джон Уоттс                   | Кристофер Форд и Джон Уоттс | 2 декабря 2024  |
| Где-то в открытом космосе капитан Сильво возглавляет налёт на корабль, но когда всё оборачивается неудачей, член его команды Брут поднимает мятеж. На довольно современной планете Ат-Аттин Вим и его друг Нил готовятся к экзаменам на определение способностей, чтобы выбрать своё будущее. Вим намекает, что хотел бы быть джедаем, несмотря на возражение Нила, что это невозможно. Тем временем прогульщики Ферн и Кей Би проводят большую часть времени, разъезжая по городу на ховербайке. Когда Вим опаздывает на автобус, он берёт свой байк, но падает в канаву, где находит то, что, по его мнению, является храмом джедаев. Его находит дроид, который отвозит его в школу, но затем его отчитывает отец, который говорит, что Виму нужно пересдать экзамен. Вим убеждает Нила пойти с ним в «храм», там они встречают Ферн и Кей Би, подслушавших разговор Вима с отцом. Группа находит люк и входит внутрь, но узнаёт, что на самом деле это давно заброшенный космический корабль. Вим нажимает кнопку, которая активирует корабль, и они взлетают. Вендл в ужасе наблюдает, как корабль уносит его сына и друзей в глубины космоса. |                                                                                           |                              |                             |                 |
| 2 | «Далеко-далеко за барьером» «Way, Way Out Past the Barrier»                               | Дэвид Лоури                  | Кристофер Форд и Джон Уоттс | 2 декабря 2024  |
| Дети знакомятся со стареющим дроидом по имени SM-33, который не понимает, что его капитан давно ушёл. Ферн убеждает его, что она его новый капитан, и он отвозит их на ближайшую заставу, так как Ат-Аттина нет ни на одной карте. Дети отправляются на заставу и случайно разделяются, во время чего Вим использует свои «деньги на обед», чтобы купить еду, но узнаёт, что его валюта очень ценная. Когда он говорит местным жителям, что он с Ат-Аттина, все смеются и говорят ему, что «Ат-Аттин» — это название затерянной планеты, на которой спрятаны сокровища. Банда пиратов пытается силой захватить детей, чтобы поработить их. SM-33 вмешивается и пытается защитить детей, но его быстро одолевают и расстреливают. Брут бросает детей в карцер. Там они встречают Сильво, который представляется как Джод На Науд и рассказывает, что он чувствителен к Силе и обладает полезными знаниями. Вим, считая его джедаем, соглашается работать вместе, чтобы они могли сбежать, а Джод предлагает отвести детей обратно на их корабль, если он сможет пойти с ними. |                                                                                           |                              |                             |                 |
| 3 | «Очень интересно как задача астронавигации» «Very Interesting, As An Astrogation Problem» | Дэвид Лоури                  | Кристофер Форд и Джон Уоттс | 10 декабря 2024 |
| На Ат-Аттине Вендлу, Фаре, матери Нила Нуме и родителям Кей Би, Мари и Гарри говорят, что, поскольку дети покинули планету, она находится за пределами юрисдикции Наблюдателя, и он не будет их спасать. Джод помогает детям сбежать с корабля, но они отказываются улетать без SM-33, вынуждая его вернуться и спасти его, но пират Бенджар Праник узнаёт в Джоде Сильво, однако ему удаётся перехитрить пиратов и добраться до корабля, после чего он сбегает вместе с детьми. Ферн отказывается доверять Джоду, Вим и Нил убеждены, что он настоящий джедай, а Кей Би неохотно признаёт, что он — их единственная надежда вернуться домой. Джод приводит детей на встречу со своим «другом» Кхыммом, экспертом по картам и мошенником, которому даже он не доверяет. Кхыммм называет Джода «Багровым Джеком», прежде чем рассказать, что Ат-Аттин — одна из легендарных планет, которые скрываются от посторонних, чтобы защитить свои богатства. Она печатает координаты, но Джод понимает, что она оттягивала прибытие властей, и забирает детей с собой на их корабль, улетающий с планеты. Джод наконец признает, что он не джедай, но соглашается с тем, что они должны работать вместе, чтобы получить то, что они хотят. Командир «Икс-Винга» Кент расспрашивает Кхымм о местонахождении группы, а она отвечает: «Вы бы не поверили мне, если бы я сказала».                                                                |                                                                                           |                              |                             |                 |
| 4 | «Не могу сказать, что помню Ат Аттин» «Can't Say I Remember No At Attin»                  | Дэниел Кван и Дэниел Шайнерт | Кристофер Форд и Джон Уоттс | 17 декабря 2024 |
| Команда использует координаты Кхымма, чтобы добраться до того, что, по их мнению, является Ат-Аттином. Планета оказывается похожей на разрушенную войной версию Ат-Аттина, и позже они узнают, что на самом деле находятся на Ат-Ахранне, одной из планет-сестёр. Джод остаётся на корабле с SM-33, пока дети отправляются на разведку. Они сталкиваются с солдатами, которые называют себя Тройками, кланом, находящимся в состоянии кровной вражды с Хаттанами, которые украли их Эопи. Нил подружился с юной девушкой-солдатом по имени Хайна, чей отец, генерал Стрикс, настаивает на том, чтобы к детям относились как ко взрослым. Нилу не нравятся Тройки и их жестокий образ жизни, он предпочитает более гуманный подход. Дети должны помочь Тройкам вернуть их Эопи, но вместо этого Джод и SM-33 выкупают их у Хаттов. В качестве награды их направляют в «Падшее святилище», которое напоминает башню Наблюдателя на Ат-Аттине. Команда обнаруживает, что в нем содержатся координаты других похожих планет, но координаты Аттина были вычеркнуты. SM-33 показывает, что он уничтожил его, но его память была стерта. Ферн приказывает ему вспомнить, и он рассказывает, что именно в Аттине бывший капитан спрятал свое сокровище. Внезапно SM-33 нападает на группу, так как его признание активирует скрытый приказ защищать сокровище. Джод выводит его из строя, а Нил теряет сознание, помогая спасти своих друзей. |                                                                                           |                              |                             |                 |
| 5 | «Вам предстоит многое узнать про пиратов» «You Have a Lot to Learn About Pirates»         | Джейк Шрейер                 | Мен-че Уэснер               | 24 декабря 2024 |
| 6 | «Снова нет друзей» «Zero Friends Again»                                                   | Брайс Даллас Ховард          | Мен-че Уэснер               | 31 декабря 2024 |
| 7 | «У нас будет много неприятностей» «We're Gonna Be in So Much Trouble»                     | Ли Айзек Чун                 | Кристофер Форд и Джон Уоттс | 7 января 2025   |
| 8 | «Настоящие хорошие парни» «The Real Good Guys»                                            | Джон Уоттс                   | Кристофер Форд и Джон Уоттс | 14 января 2025  |

## Производство

### Разработка
В феврале 2022 года портал Production Weekly сообщил о начале разработки нового сериала по мотивам франшизы «Звёздные войны» под рабочим названием «Грамматическое родео». Позднее сообщалось, что Джон Уоттс выступит режиссёром как минимум одного эпизода, а Джон Фавро, создатель сериала «Мандалорец», — исполнительным продюсером. Сюжет должен был разворачиваться во времена Расцвета Республики, а полноценный анонс планировался на мероприятие Star Wars Celebration в мае 2022 года. В середине мая стало известно, что Кристофер Форд стал соавтором сериала наряду с Уоттсом, а также сценаристом, в то время как они оба стали исполнительными продюсерами. Также стало известно, что действие сериала будет происходить после событий фильма «Звёздные войны. Эпизод VI: Возвращение джедая» (1983), а проект был описан как «галактическая версия классического приключенческого фильма о взрослении [от студии Amblin Entertainment] из 1980-х годов».
В конце мая 2022 года во время Star Wars Celebration было объявлено, что сериал будет носить название «Звёздные войны: Опорная команда». Дэйв Филони, выступающий исполнительным продюсером этих сериалов вместе с Фавро, занимает в проекте эту же должность. Другой исполнительный продюсер, президент Lucasfilm Кэтлин Кеннеди, рассказала, что Уоттс обращался к ней по поводу создания сериала по «Звёздным войнам», вдохновлённого фильмом «Балбесы» (1985). Кеннеди являлась исполнительным продюсером этого фильма и сказала, что «Опорная команда» «выросла из энтузиазма в желании создавать истории в таком пространстве». Фавро считал, что когда Уоттс и Форд предложили Кеннеди идею сериала, они «говорили с человеком, знающим все 11 трав и специй в составе», и что было «интересно слушать их рассказ и наблюдать за её реакцией». Форд сказал, что Кеннеди в ответ заявила, что никогда не считала фильмы Amblin детскими, а скорее историями, которые «просто рассказывают о детях, о ребёнке, который отправляется в приключение». Это вдохновило его на создание сериала «для всех».
В марте 2023 года стало известно, что Дэниел Кван, Дэниел Шайнерт и Дэвид Лоури сняли по одному эпизоду сериала. В следующем месяце Кван, Шайнерт и Лоури были подтверждены как члены режиссёрского состава, в который также вошли Джейк Шрейер, Брайс Даллас Ховард и Ли Айзек Чун. Маянг Джо Веснер писал сценарии для сериала, как и Форд и Уоттс.

### Сценарий
События «Опорной команды» разворачиваются параллельно с сериалами «Мандалорец» и «Асока». Форд описал тон «Опорной команды» как «приключение», желая сделать её приятным сериалом, при этом содержащим опасность. Далее он сказал, что когда дети в опасности, ситуация «очень чреватая». Джуд Лоу сказал, что его персонаж — «большая часть мира, который они исследуют: противоречивый, местами воспитательный, а иногда угрожающий» и что сериал будет показывать события с точки зрения детей. Лоу также был согласен с Фордом в том, что в сериале также должна присутствовать опасность, называя взаимоотношения детей и взрослых «глупыми… а в некоторых случаях довольно тёмными и довольно страшными». Фавро также хотел передать в сериале несколько направленностей, «изображающих рассказчика создателя», чем он также пользовался при создании «Мандалорца».

### Подбор актёров
После сообщений в феврале 2022 года считалось, что на главные роли в сериале ищут актёров-подростков и одного актёра в возрасте 30—40 лет. По состоянию на май 2022 года велись поиски четырёх актёров-подростков, а в конце месяца стало известно, что главную роль исполнит Джуд Лоу. В апреле 2023 года стало известно об участии в главных детских ролях Рави Кэбота-Кониерса, Кирианы Крэттер, Роберта Тимоти Смита и Райан Киры Армстронг, а также об участии в проекте Тунде Адебимпе и Керри Кондон. В мае 2023 года Джелил Уайт рассказал о своём участии в проекте в роли пирата.

### Съёмки
Съёмочный период начался к сентябрю 2022 года на Manhattan Beach Studios в Лос-Анджелесе под рабочим названием «Грамматическое родео» (отсылка к серии мультсериала «Симпсоны» «Bart on the Road»). Оператором проекта выступил Шон Портер. Изначально съёмки должны были продлиться до декабря, а их начало было запланировано на июнь 2022 года. Съёмки были официально завершены 22 января 2023 года.

## Маркетинг
Первые кадры из сериала были показаны во время проведения Star Wars Celebration в Лондоне в апреле 2023 года.

## Премьера
Премьера первых двух эпизодов сериала состоялась на Disney+ 2 декабря 2024 года. Первый сезон состоял из восьми серий и завершился 14 января 2025.